# Lista cronologică a picturilor importante ale lui Gustav Klimt
Ceea ce urmează este o listă ilustrativă a unei selecții a picturilor făcute de Gustav Klimt și reprezintă o viziune cronologică a tablourilor sale importante.

## Galeria picturilor realizate deGustav Klimt
| Număr | Imagine | An & Titlu                                                                                              | Comentariu | Locație actuală                    |
| ----- | ------- | --- | --- | ---------------------------------- |
| 01    |         | 1888 – Sală mare de spectacol din vechiul Burgtheater, Viena (pictură în ulei, 82 cm. × 93 cm.)         | Teatrul, ca punct de întâlnire al realității și iluziei, i-a oferit lui Klimt ocazia de a-i distribui pe spectatori ca actori: ce este oare realitatea și ce este oare simpla iluzie? |                                    |
| 02    |         | 1888–1890 – Sappho (pictură în ulei, 39 cm. × 31.6 cm.)                                                 | |                                    |
| 03    |         | 1890 – Portretul pianistului și profesorului de pian Joseph Pembauer (pictură în ulei, 65 cm. × 55 cm.) | Portretul este un exemplu pentru maniera fotografică în care Klimt picta fețele în această perioadă. | Muzeul din Innsbruck, Austria      |
| 04    |         | 1895 – Muzica I (pictură în ulei, 37 cm. × 44.5 cm.)                                                    | „Maniera sa de-a picta era barocă, dar rezultatul a fost grecesc.” Această spirituală vorbă a fost spusă cu referire la Franz von Stuck, însă îl caracterizează în egală măsură și pe Klimt, al carui vocabular este plin de aluzii clasice. Totuși, marea sa artă constă în aducerea la viață a personajelor. | Neue Pinakothek, München, Germania |
| 05    |         | 1898 – Portretul Sonjei Knips (pictură în ulei, 141 cm. × 141 cm.)                                      | Portretul tinerei doamnei de societate e expresia distanței și a disprețului împărtășită de toate femeile fatale ale lui Klimt de acum încolo. |                                    |